# Gularia (Nepal)
Gularia é uma cidade do Nepal, localizada a uma altitude de 187 metros.